# David E. Daniel
David Edwin Daniel (* 20. Dezember 1949 in Newport News, Virginia) ist ein US-amerikanischer Geotechniker.

## Leben
Daniel studierte Bauingenieurwesen an der University of Texas at Austin (UT) mit dem Bachelor-Abschluss 1972, dem Master-Abschluss 1974 und der Promotion 1980. 1974 bis 1977 war er als Bauingenieur bei der Baufirma Woodward Clyde. Ab 1981 war er zunächst Assistant Professor und später Professor für Bauingenieurwesen an der University of Texas. 1996 wechselte er an die University of Illinois, wo er Dekan der Fakultät für Ingenieurwesen wurde. Von 2005 bis 2015 fungierte Daniel als vierter Präsident der University of Texas at Dallas.
Daniels befasst sich mit Umwelt-Geotechnik und Deponiebau. Er leitete 2005 bis 2008 die Untersuchungskommission der American Society of Civil Engineers (ASCE) zum Versagen der Deiche beim Hurrikan Katrina in New Orleans. 2010 wurde er Mitglied einer Untersuchungskommission der  National Academy of Engineering und des National Research Council zur Untersuchung der Deepwater-Horizon-Katastrophe.
2012 hielt er die Terzaghi Lecture. Er erhielt die Norman Medal (1975) und zweimal die J. James R. Croes Medal (unter anderem 1984) der ASCE. 1995 erhielt er den Richard R. Torrens Award. 2000 wurde er Mitglied der National Academy of Engineering. 2009 war er Präsident der TAMEST (The Academy of Medicine, Engineering and Science of Texas).
Er ist im Leitungsrat der Sandia National Laboratories.
1992 bis 1995 war er Herausgeber des Journal of Geotechnical and Geoenvironmental Engineering.
Er ist seit 1989 verheiratet und hat drei Kinder.

## Schriften
- mit Robert M. Koerner: Waste containment facilities: guidance for construction quality assurance and construction quality control of liner and cover systems, Reston (Virginia), American Society of Civil Engineers 2007
- mit Robert Koerner:  Final covers for solid waste landfills and abandoned dumps, London: Telford 1997
- Herausgeber mit Yalcin Acar:  Geoenvironment 2000 : characterization, containment, remediation, and performance in environmental geotechnics ; proceedings of a specialty conference, New Orleans, Februar 1995, 2 Bände, ASCE 1995
- Herausgeber: Geotechnical practice for waste disposal, Chapman and Hall 1993
- Herausgeber mit Stephen Trautwein: Hydraulic conductivity and waste contaminant transport in soil, Symposium San Antonio 1993,  American Society for Testing and Materials 1994